# میهای آدام
میهای آدام (انگلیسی: Mihai Adam; ۳ ژوئیهٔ ۱۹۴۰ – ۱۱ دسامبر ۲۰۱۵) بازیکن فوتبال اهل رومانی بود که در پست مهاجم بازی ‌می‌کرد.

وی در تیم‌های ملی فوتبال زیر ۲۳ رومانی و رومانی بازی کرده است.